# Emanuele Giaccherini
Emanuele Giaccherini (ur. 5 maja 1985 w Bibbienie) – włoski piłkarz występujący na pozycji pomocnika, reprezentant Włoch w latach 2012–2016.

## Kariera klubowa
Podczas swojej kariery występował kolejno w: AC Cesena, AC Forlì, AC Bellaria Igea Marina, AC Pavia, Juventus FC, Sunderland AFC, Bologna FC, SSC Napoli oraz AC ChievoVerona.

## Kariera reprezentacyjna
Giaccherini w latach 2012–2016 rozegrał 29 spotkań w reprezentacji Włoch, w których zdobył 4 bramki. W 2012 roku wywalczył wicemistrzostwo Europy na turnieju rozegranym w Polsce i na Ukrainie. Rok później zajął ze swoją reprezentacją 3. miejsce na Pucharze Konfederacji 2013.

## Sukcesy
Włochy
- wicemistrzostwo Europy: 2012
- 3. miejsce na Pucharze Konfederacji: 2013

Juventus FC
- mistrzostwo Włoch: 2011/12, 2012/13
- Superpuchar Włoch: 2012